# Верхний Качмаш
Верхний Качмаш (баш. Үрге Ҡасмаш) — деревня в Калтасинском районе Республики Башкортостан Российской Федерации. Входит в состав Нижнекачмашевского сельсовета.

## География

### Географическое положение
Расстояние до:
- районного центра (Калтасы): 11 км,
- центра сельсовета (Нижний Качмаш): 5 км,
- ближайшей ж/д станции (Янаул): 72 км.

## Население
| 2002 | 2009 | 2010 |
| ---- | ---- | ---- |
| 169  | ↘160 | ↘86  |

Национальный состав
Согласно переписи 2002 года, преобладающая национальность — марийцы (93 %).